# フェリクローム
フェリクローム（Ferrichrome）とは環状ペプチドの一つである。鉄原子と配位結合し錯体を形成することを最大の特徴とする。自然界ではある種の微生物によって合成され、シデロホアとして機能する。3つのグリシン残基と3つの改変オルニチン残基（ヒドロキサム酸残基[-N(OH)C(=O)C-]を持つ）から構成される。環境中の鉄との錯体形成の際には、3つのヒドロキサム酸の計6個の酸素原子が鉄(III)と結合し、ほぼ完全な正八面体の構造となる。
フェリクロームは1952年に初めて単離された。このとき、アスペルギルス属（Aspergillus）、ウスチラゴ属（Ustilago）およびアオカビ属（Penicillium）の真菌から合成されたものが分離された。